# Abrus baladensis
Abrus baladensis es una especie de planta trepadora perteneciente a la familia Fabaceae.

## Descripción
Es una planta trepadora que alcanza los 3 m de altura; los tallos jóvenes son densamente pubescentes. las flores son lilas.

## Ecología
Se encuentra en las dunas fijas de arena formando matorrales con especies de  Acacia, Commiphora, Grewia, Cordia somaliensis, Lonchocarpus kanurii, Albizia obbiadensis, Boswellia microphylla y Entada leptostachya, a una altitud de  130 a 150 metros.
Algunas especies endémicas locales de la zona  son conocidas como: Basananthe merolae, Dasysphaera hyposericea, Cucumis baladensis. Cercana a Abrus gawenensis.

## Distribución
Se encuentra en África donde se distribuye por Somalía.

## Taxonomía
Abarema baladensis fue descrita por Mats Thulin  y publicado en Nordic Journal of Botany 14(1): 55. 1994.